# ザ・レイプ (1982年の映画)
『ザ・レイプ』は、落合恵子が1981年に『小説現代』で発表した同名小説を原作として1982年に公開された日本映画。

## 概要
強姦の被害にあった女性が、裁判での弁護人などから受けるセカンドレイプ(性的犯罪被害者が受ける二次的被害)や恋人との微妙な関係の変化を交えながら、自己を見つめ直す社会派人間ドラマ。
作中では冒頭のレイプシーンに加えてその後行われる強姦致傷罪の裁判を軸に主人公・路子と恋人との関係の変化、路子の過去の恋愛が付随して描かれている。
女性からの支持が強い東陽一監督が、ショッキングな物語の中で女性差別のテーマに取り組んだ。

## あらすじ
3月下旬のある夜、路子は恋人・章吾と彼の自宅で熱い一時を過ごした後、帰宅途中に突然一人の男に強姦された。彼女の異変に気づいた章吾から問いただされた路子は、2人が以前一度会ったことがある谷口という男にレイプされたことを打ち明ける。章吾は「裁判を起こしても余計傷つくだけ」と心配するが、路子は自分の考えを押し通して刑事告訴に踏み切った。
路子は警察署での男性刑事との調書作りでデリカシーのない発言に困惑するが、裁判のためと自分を奮いたたせる。やがて谷口の逮捕・起訴を経て初公判の日を迎えるが、谷口は強姦を否定し、路子は弁護人から「あなたは自ら進んで下着を脱いだのではないか」と言われ激昂。さらに証言台に立った章吾にも弁護人から路子との初デートの様子や彼女が処女だったかどうかまで証言させられ、路子の屈辱はピークに達する。公判終了後、一人の時間を持った路子は趣味に没頭し、傷ついた心を癒やそうと必死になっていた。
その後の公判でも弁護人から元恋人・高木三郎の存在を暴露され、路子は高木との過去の関係を赤裸々に証言させられる。それでも路子は、周囲の温かい支えとともに明るさを取り戻していく。やがて論告求刑を見届けた路子は、晴れやかな表情で裁判所を後にするのだった。

## キャスト
矢萩路子
演 - 田中裕子
広告会社で広告デザインの仕事に携わる女性社員。章吾との交際は1年半ほどになる。趣味は絵画とクラシック音楽鑑賞、水泳など。本人曰く「感じやすいタイプ」とのこと。レイプ被害で心に深い傷を負うが、その後裁判に持ち込んだことで犯人以外の人々の言動によりさらに心の傷を広げられる。

### 路子と関わる男たち
植田章吾
演 - 風間杜夫
路子とは別の広告代理店の社員。作中で30歳の誕生日を迎える。彼女がこれ以上傷つく姿を見たくないとの思いから、告訴には否定的な考えを持つ。後の法廷には証人として出廷する。事件以降も路子に寄り添うが、裁判を経て彼女との関係に複雑な感情が芽生え始める。
谷口明
演 - 伊藤敏八
路子をレイプした加害者。中古車販売店のセールスマンをしており、以前路子と章吾が来店した時に会っている。妻子を持ち一軒家に暮らしている。作中では素顔のまま暴行に及んだため、路子が訴訟を起こした時点で彼の素性は判明しており、すぐに逮捕されている。裁判では路子とは合意の上での行為だったと主張し強姦を否定する。
高木三郎
演 - 津川雅彦
路子の大学時代の美術史の講師。路子より年上の中年男性。章吾と出会う前に、路子が初めて一緒に死んでもいいと思うほど愛した男。ある日路子が美術史について質問をするために彼の部屋を訪れたことがきっかけで、異性として付き合うようになる。趣味はオートバイでのツーリング。

### 法曹関係者
裁判長
演 - 柏木博
路子が起こした裁判の裁判長。谷口を無罪に持ち込みたい弁護士と罪を認めさせたい検事との間で、真実を見極めようとする。
黒瀬勇一郎
演 - 後藤孝典
谷口の弁護人。彼の合意の上での性行為という主張を押し通して無罪をもぎ取ろうとする。裁判では暴行時の状況についてあえて下品な言葉を使用し辛辣な質問を投げかけることで路子の感情を逆なでし、裁判を有利にはたらかせようとする。また路子の過去の恋愛や恋愛観から谷口との行為を関連付けようと謀る。
唐沢杏子
演 - 伊藤まゆ
検事。卑劣な犯行で路子を傷つけた谷口に、彼女の診断書を用いて裁判で真実を明らかにし罪を認めさせようとする。事件の詳細を知る上である程度は必要とはいえ、黒瀬の路子への性的に際どい尋問をするやり方に手こずらされる。

### 路子の関係者
秋山
演 - 林美雄
路子の会社の上司。薄い色のサングラスをかけている。社内で唯一、公判期間中に路子が強姦事件の裁判を起こしたことを知る人物。路子を気遣い、陰ながら彼女を仕事の面でバックアップする理解者。
路子の母
演 - 市川夏江
実家に一時帰宅した路子から数十万円ほどの金を渡される。路子の様子が以前と違うため不審に思う。
順子
演 - 赤城佐知子
路子の妹。恋人と挙式をした後そのままハネムーン旅行に出かける。
井上宏
演 - 長谷川初範
順子の夫。

### その他の主な人物
刑事
演 - 木村元
路子の事件の調書作りを担当。強姦致傷罪の告訴の手続きで必要なことを路子に教える。デリカシーに欠け、路子に暴行後恋人との性行為の有無、コンドームを使用したかどうかを尋ねる。
刑事
演 - 清水幹雄、伊藤紘、友成敏雄
ペーテルのママ
演 - 加賀まりこ（友情出演）
路子とは数年前からの顔見知りで、高木と付き合っていた事も知っている。バーでは和服で接客する。
ジュンのママ
演 - 渚まゆみ（友情出演）
路子と章吾は馴染み客で、章吾が北海道の出張から帰ってきた直後に来店したためお土産をねだる。

## スタッフ
- 監督 - 東陽一
- 原作 - 落合恵子(講談社刊)
- 脚本 - 東陽一、篠崎好
- 企画 - 吉田達、前田勝弘、残間里江子
- 製作 - 吉田達、前田勝弘、残間里江子
- 撮影 - 川上皓市
- 照明 - 磯崎英範
- 美術 - 綾部郁郎
- 録音 - 久保田幸雄
- 編集 - 市原啓子
- 記録 - 八巻慶子
- 助監督 - 栗原剛志
- 音楽 - 田中未知
- 製作会社 - 幻燈社、東映
- 配給 - 東映
- 挿入曲 - 井上陽水「青空、ひとりきり」

スナックの店内BGMとして流れ、客として訪れた路子が踊るシーンで使われている。

## 製作

### 企画
併映の『ダイアモンドは傷つかない』とも企画は東映プロデューサー・吉田達。吉田は岡田茂東映社長に心酔する最も古くからの岡田の懐刀で、女性映画を作りたいという思いをずっと持ち続けていた人だったが、岡田が1960年代後半から極端な男性路線を敷いたため、当時の東映ラインアップではそれは叶わなかった。仕方なくずっと岡田の意に沿うような企画を立てていたが、1979年に公開された東陽一監督の『もう頬づえはつかない』を観て感激し、女性映画を作ってみたいという思いがぶり返した。吉田が東監督の事務所・幻燈社と組んで製作したのが1980年の『四季・奈津子』と本作。吉田企画で東映での自社製作が1981年の『野菊の墓』と本作の併映『ダイアモンドは傷つかない』である。
1978年頃から『アニー・ホール』や『ミスター・グッドバーを探して』『結婚しない女』など、アメリカの女性映画が日本でも公開され、女性層に人気を集めていた。レイプを扱った映画は、1970年代にレイプがアメリカで社会問題化していた背景があり、1976年の『リップスティック』や1978年の『さよならミス・ワイコフ』、1982年の『ロサンゼルス』など、アメリカでは盛んに作られ、日本でも公開された。しかし本作はレイプ事件に主題を置かず、ヒロインが痛ましい事件を切っ掛けに、苦い思いを噛みしめながら、さらに成長していくという女性映画となっている。

### キャスティング等
吉田達がセックスを題材に文芸作品タッチの物で勝負しようと考え、新書版の原作を探し落合恵子の原作に辿り着いた。主役は田中裕子がふさわしいと直感し、出演を依頼した。しかし田中は、当時松竹と年間2本の優先本数契約を結んでおり、東映と松竹の話し合いがまとまらず、1982年2月初旬にあった製作発表記者会見は主役が欠席という事態になった。その後話し合いがついて1982年2月末に出演が正式に決まった。田中裕子、田中美佐子とも「女性に反感をもたれない」と評価されていた。また両作品に当時、山口百恵の『蒼い時』のプロデューサーとして有名になった残間里江子をプロデューサーとして参加させ万全の体勢を敷いた。残間は「音楽、衣装などにも口を出して、女性の心理描写のアドバイスをする」と話した。
植田章吾役は当初、東監督と『サード』で組んだ永島敏行にオファーされたが、永島が東とソリが合わないとされ断り、風間杜夫がキャスティングされた。　

### 撮影
田中のレイプシーンの撮影は東京三鷹市の川沿いの空地で行われた。撮影には7時間を費やし、深夜でまだ寒い時期で、リテイクが繰り返され、田中は「本当に犯されたような惨めな気持ちになった」とグッタリ。レイプシーンの撮影は4日あったとする文献もある。

### 宣伝

#### キャッチコピー
あなたは抱ける?

またわたしを。

（『ダイアモンドは傷つかない』と合わせて）

激しくヒロイン、若い女性の映画です。

## 興行
男性路線が売り物の東映が、女性が益々たくましくなる一方で、どこもかしこも女性パワー満開という当時の社会情勢に目を付け、ゴールデンウィーク明けの5月中旬を勝手に〈OL週間〉〈レディス週間〉、〈レディ・ウィーク5月15日鮮烈に公開〉などと名付け、東映初の女性向け映画と銘打ち、田中美佐子主演の『ダイアモンドは傷つかない』と共に、若い女性に極端に的を絞った女性映画二本立てとして公開した。また女性が圧倒的に当選しやすい、女性優待試写会として、非常に珍しいこの二本立ての試写会を実施している。製作発表会見では、岡田茂東映社長が「女子大生からOLまで、現代を丸ごと呼吸して生きる若い女性をターゲットに絞り込んだ宣伝プロモーションを展開する」と話した。東映としては低迷する映画界を女性パワーで切り抜けようと構想した。ローカル館では本作の後、公開された『鬼龍院花子の生涯』と『ザ・レイプ』を併映した館も多かった。

## 作品の評価
- 東映の歴史に於いては、『谷崎潤一郎・原作「痴人の愛」より ナオミ』『四季・奈津子』とともに1980年代に一時代を築いた"東映女性文芸路線"の嚆矢と位置付けられている[25]。

- 田中裕子は恋人との交歓とレイプシーンを演じ分け、演技派開眼とも評された[26]。

- 田中裕子は『シティロード』1983年2月号で本作を振り返り、「私がやらなければ他の人がやるんだろうなと思った時に強い嫉妬を感じるような役にめぐり逢いましたね。『北斎漫画』『天城越え』とか。ただ『ザ・レイプ』はちょっと違います。（落合恵子さんの）原作は好きじゃなかったんです。私の役がどうこうというより、一体この本を映画にして何がいいたいのかという点で分からなかった。だけど東（陽一）さんのホンに関しては魅力を感じましたのでやったわけです。ああいう映画は自分をどっかで吹っ切らないと出来ませんね」などと話した[27]。

## 影響
落合恵子の原作と本作製作の影響により、映画では流行しなかったが、1982年はテレビの、特に乱立気味の2時間ドラマでレイプシーンを取り入れるケースが増えた。それも主演級女優が犯されるもので、1982年は1月から7月までの上半期だけで9本のレイプを扱った2時間ドラマが放送された。1982年2月9日放送の火曜サスペンス劇場（日本テレビ）『氷の女』では萬田久子が、4月17日放送土曜ワイド劇場（テレビ朝日）『西村京太郎トラベルミステリー3・北帰行殺人事件』では樋口可南子が、4月20日放送の火曜サスペンス劇場『校内暴力殺人事件 - 狙われた女教師』では原日出子が、4月24日放送土曜ワイド劇場『女弁護士 朝吹里矢子 レイプされた恋人』では藤真利子が、6月10日放送の木曜ゴールデンドラマ（よみうりテレビ）『その夜は忘れない! 結婚前夜の娘を襲ったレイプ事件の波紋!?』では紺野美沙子が、6月1日放送の火曜サスペンス劇場『幻の罠』では岩下志麻が、5月29日放送のザ・サスペンス（TBS）『裂けた眠り・人妻を狙う催眠術の甘い罠』では辺見マリが、6月21日放送ゴールデンワイド劇場（テレビ朝日）『代理母 対決！契約妊娠にかけた女の闘い』では浜木綿子と大谷直子が、7月1日放送木曜ゴールデンドラマ（日本テレビ系）『性的犯罪・レイプ！閉ざされた愛の真実』では原田美枝子が、全員男に組み伏せられ、撮影には怪我を伴うようなリアルなレイプシーンを演じた。原田は豊満なバストを露出しての熱演で「子供に見せられない」などの抗議がテレビ局に殺到したが、4月20日放送の『狙われた女教師』は26.6%の高視聴率を記録するなど話題を呼んで軒並み高視聴率を記録し、当時レイプシーンはテレビドラマの目玉になったとも言われた。

## 同時上映
『ダイアモンドは傷つかない』
- 主演：田中美佐子／監督：藤田敏八／東映東京撮影所。

## ビデオ発売
東映ビデオより、税抜き12,960円で発売されていた。